# Água e Sal
Água e Sal é um filme luso-italiano de 2001 do género drama, realizado e escrito por Teresa Villaverde e produzido por Paulo Branco. A longa-metragem de ficção é protagonizada por Galatea Ranzi, no papel de Ana, uma mulher cuja concentração parece ameaçada durante as suas deambulações diárias pela aldeia junto ao mar, os seus habitantes, visitantes, e pela praia. Água e Sal estreou a 31 de agosto de 2001 no Festival Internacional de Cinema de Veneza, onde foi contemplado com uma menção honrosa no Prémio Elvira Notari. Comercialmente, Água e Sal foi lançado nos cinemas de Portugal a 15 de fevereiro, e em Itália, a 6 de dezembro de 2002.

## Sinopse
Ana vive numa pequena aldeia junto ao mar, com o marido e a filha. Esta mulher está presa a um casamento deteriorado. O marido parte por uns dias para Milão, levando a filha consigo. Ana fica e tenta concentrar-se para terminar um projeto que há muito começou. Porém, em vez de a ajudarem a atingir o seu objetivo, as suas deambulações diárias pela aldeia e pela praia ameaçam a sua concentração.
Ana salva um desconhecido da morte no mar, conhece Alexandre, fica a par dos problemas pessoais de Emília e recebe a visita da sua amiga Vera. Neste momento, tudo muda na sua vida. O desconhecido que salvou não esconde o seu interesse romântico em Ana. O seu amante surge para uma visita que se inicia tão rápido quanto termina. O marido de Ana retém a filha em Itália.

## Elenco
- Galatea Ranzi, como Ana (voz dobrada por Carla Bolito).[10]
- Joaquim de Almeida, como Marido.
- Alexandre Pinto, como Alexandre.
- Miguel Borges, como Desconhecido.
- Lúcia Sigalho, como Senhora.
- Maria de Medeiros, como Vera.
- Chico Buarque de Hollanda, como Amante.[11]
- Clara Jost, como Filha de Ana.
- Joel Miranda, como Rapazito.
- Ana Moreira, como Emília.
- Lula Pena, como Senhora #2.

## Produção
Água e Sal é uma co-produção europeia entre Portugal e Itália, liderada pela produtora Madragoa Filmes (produção executiva de Paulo Branco), com a Titti Films e Rádio e Televisão Portuguesa, com o apoio financeiro do Instituto Português do Cinema, Audiovisual e Multimédia, Eurimages e Tele+. A longa-metragem de 117 minutos de duração, foi gravada num formato 35 mm – dolby SR. O filme é dedicado a Clara Jost, filha de Teresa Villaverde, com a frase: «Que um dia há-de perceber as coisas que se podem perceber».

### Desenvolvimento
Teresa Villaverde escreveu o argumento de Água e Sal na Primavera de 2000, enquanto habitava em Trastevere (Roma). Atribuiu ao mesmo um tom intimista e autobiográfico, tendo admitido "que este filme foi o que mais precisei de fazer, pessoalmente".

### Casting
Integram o elenco colaboradores frequentes de Villaverde, como Alexandre Pinto, Maria de Medeiros e Ana Moreira. A atriz Galatea Ranzi, terá sido escolhida para interpretar Ana, em parte, por ser fisicamente muito parecida com Teresa Villaverde, tendo depois sido caracterizada para acentuar as semelhanças. A filha da realizadora, Clara Jost, interpreta também o papel de filha da protagonista. Admiradora confessa de Chico Buarque, a realizadora tentou convencer o artista a participar no filme até ser bem-sucedida. "Primeiro mandei-lhe um argumento. (...) Leu, e, pelo que me disseram — porque nunca falei com o Chico —, gostou muito. Mas disse que não, que não podia. Estava quase a começar a filmar quando recebi uma mensagem da pessoa intermediária (de Buarque) que me dava a entender que devia insistir."

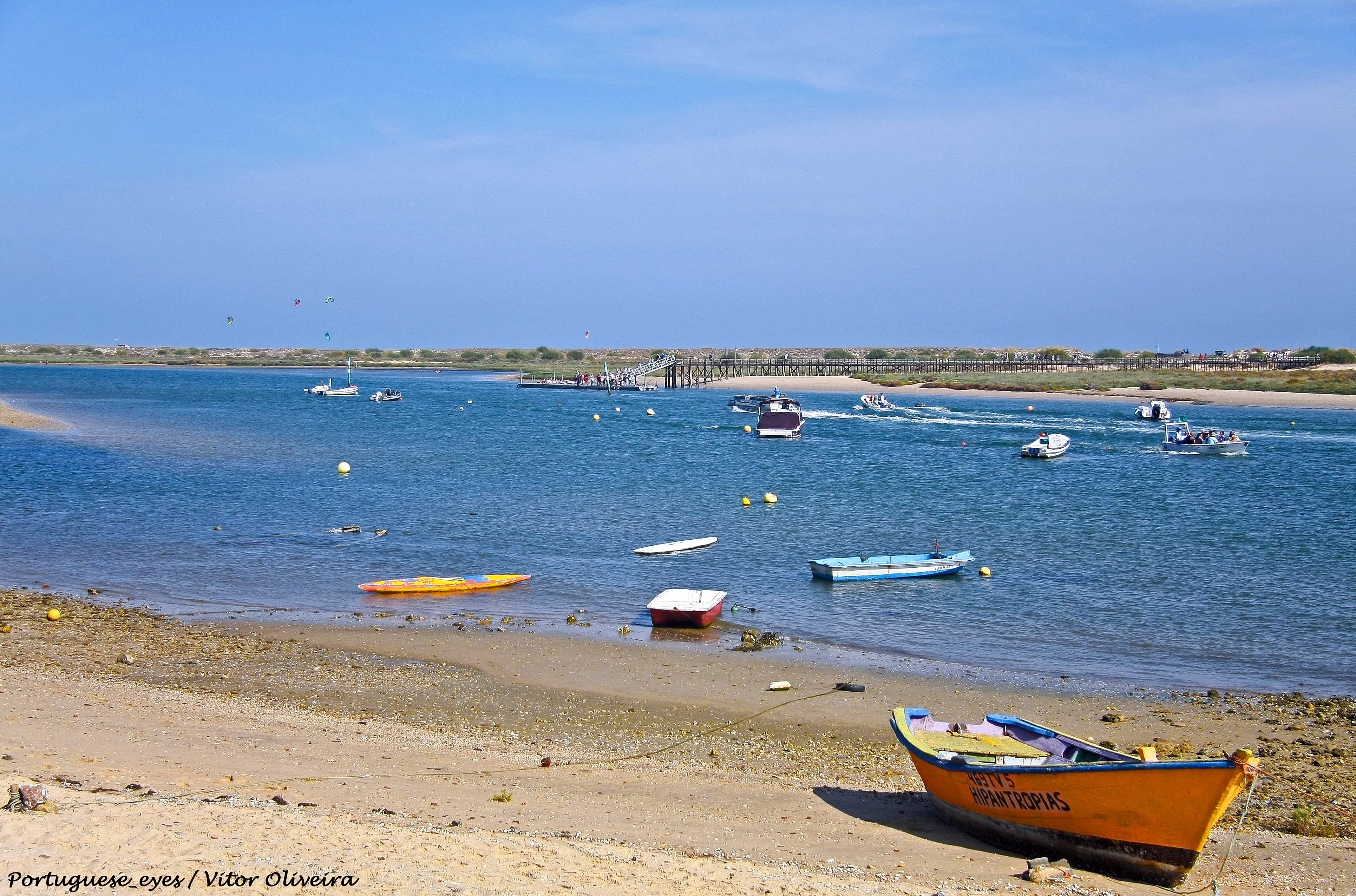
O filme foi rodado em Cabanas de Tavira.

### Rodagem
Água e Sal foi filmado no Verão, até o mês de outubro de 2000 em Cabanas, freguesia de Tavira (Algarve), um lugar ao qual estava familiarizada, uma vez que a família de Villaverde tinha aí um apartamento de férias. A sequência com o amante de Ana, interpretado por Chico Buarque, foi rodada em duas noites e sem anunciar a presença do artista no local. Segundo Villaverde, Buarque "chegava, ia-se embora e ninguém o chateava. Eu dizia-lhe: «Filma só uma noite». Ele dizia: «Tem de ser duas, porque se fizer tudo mal na primeira, quero poder repetir na segunda»". Lúcia Sigalho admitiu ter sentido dificuldades durante a rodagem na adaptação de um registo de teatro à técnica de interpretação em cinema: "Acho que estraguei o filme todo à Teresa Vilaverde, se ela não fosse tão boa realizadora, aquilo tinha sido uma tragédia".

## Temas e estética
Esta é uma obra de texturas e de luzes: do mar, de ruas ao mesmo tempo vibrantes e austeras, de noites espetrais e céus azuis. De facto, esteticamente, o filme é dominado pelo mar e a sua energia em contraste com os sentimentos das personagens.  Neste aspeto, os espaços evocados em Água e Sal ecoam À Flor do Mar, filme de João César Monteiro no qual Teresa Villaverde integrou o elenco.
Há algumas referências à cultura brasileira no filme, sendo a mais proeminente, a arte de Chico Buarque, que interpreta um personagem e tem a sua canção O que Será que Será incluída na banda sonora. Villaverde assume que "o meu trabalho é mais influenciado pelo Chico que pela obra de qualquer cineasta".
Na sua nota de intenções, Teresa Villaverde, escreve: "Este filme é sobre alguém que precisou que o tempo parasse. A poesia sabe fazer parar o tempo, o cinema tenta". Expandindo esta ideia, a realizadora admitiu que pretendia fazer um filme que levasse os espetadores a interrogar-se sobre o seu próprio tempo e como o usam, mas acima de tudo, questionar-se acerca da necessidade de mudar de rumo. Este tem sido apontado como o filme mais autobiográfico da carreira da realizadora. Comparando consigo, Villaverde descreveu a protagonista, Ana, enquanto alguém que "queria que o tempo parasse para que pudesse respirar e inventar outro tempo, outra coisa onde se sentisse melhor. Em relação a mim, são coisas distintas. Se fiz este filme foi porque precisei de o fazer."

## Distribuição

### Lançamento
Água e Sal foi selecionado para edição de 2001 do Festival Internacional de Cinema de Veneza, onde estreou na secção Cinema del Presente a 31 de agosto. Em Portugal, a ante-estreia do filme decorreu a 7 de fevereiro de 2002, no Cinema King (Lisboa). A distribuição comercial do filme em Portugal, pela Atalanta Filmes, iniciou-se a 15 de fevereiro do mesmo ano, onde estreou nos cinemas King e Monumental-Saldanha (Lisboa). A mesma distribuidora viria a editar Água e Sal em VHS. Em França, a longa-metragem foi distribuída a partir de 8 de maio de 2002, pela Gémini Filmes, e em Itália, a partir de 6 de dezembro de 2002, pelo Gruppo Pasquino.

### Retrospetivas
Após as suas estreias, o filme foi consecutivamente incluido em sessões de retrospetiva da filmografia de Teresa Villaverde, em Festivais internacionais de cinema de entre os quais se destacam os seguintes:
- 25ª Mostra Internacional de Cinema de São Paulo (Brasil, outubro de 2002).[23]
- 33º Festival de Cinema de Mulheres de Créteil (França, março de 2011).[24]
- 2ª edição do Festival Olhares do Mediterrâneo (Portugal, 2015).[25]
- 10ª edição do Lisbon & Estoril Film Festival (Portugal, 2016).[26]

## Receção

### Audiência
Em Portugal, Água e Sal teve 3 600 espetadores nos cinemas. Nos cinemas franceses totalizou em sala 555 espetadores e, em Itália, 392.

### Crítica
Aquando a sua apresentação no Festival Internacional de Cinema de Veneza, Água e Sal foi contemplado com uma menção honrosa no Prémio Elvira Notari.
Esta obra é geralmente menos referida, quando não considerada "menor" na filmografia de Villaverde. Os cinéfilos do Público escreveram críticas negativas do filme. Kathleen Gomes destaca a dificuldade da realizadora em fazer o que o filme pretendia, parar: "Há uma mulher (Ana) em processo de recomposição, à procura do que nem ela sabe definir. Mas, se o filme tratará de lhe responder - anda à procura de uma libertação -, tudo o resto permanecerá em falta, com personagens que nem chegam a existir." Mário Jorge Torres, em concordância, comenta como "Alexandre Pinto e Ana Moreira, vindos de Os Mutantes, anterior (e mais sólida) aventura fílmica de Teresa Villaverde, aparecem também como sombras desamparadas de desejo incumprido de personagens, arrastam a sua impotência, ao sabor de um olhar intenso e fatalista." Luís Miguel Oliveira também compara negativamente com a anterior longa-metragem de Villaverde: "Percebe-se que é, em boa parte, um filme cifrado, e o problema talvez venha daí. Não pela cifra, mas pela necessidade, que Teresa Villaverde terá sentido, de preencher o filme com algumas âncoras narrativas para que ele não se resumisse à cifra - ou seja, para que não fosse incompreensível para o comum dos espetadores".
Internacionalmente, semelhantes reparos foram apontados ao filme. Emiliano Morreale (FILMTV) elogia a entrega de Galatea Ranzi, mas considera que "o problema é que, quando a relação entre a mulher e a paisagem é substituída por breves encontros com as personagens, o filme torna-se esquemático e mostra uma ausência imperdoável de curiosidade".